# Manuel Summers
Manuel Summers Rivero (Huelva, 26 marzo 1935 – Siviglia, 12 giugno 1993) è stato un regista e sceneggiatore spagnolo.
Nel 1965 il suo film Una vergine in nero fu scelto per rappresentare la Spagna all'Oscar al miglior film straniero.

## Filmografia parziale

### Come regista e sceneggiatore
- El Viejecito (1959)
- Del rosa al amarillo (1963)
- Una vergine in nero (La niña de luto) (1964)
- El juego de la oca (1966)
- Juguetes rotos (1966)
- ¿Por qué te engaña tu marido? (1969)
- Urtain, el rey de la selva... o así (1969)
- Addio cicogna addio (Adiós, cigüeña, adiós) (1971)
- Addio cicogna addio nº2 (El niño es nuestro) (1973)
- Addio innocenza addio (Ya soy mujer) (1975)
- Mi primer pecado (1976))
- Ángeles gordos (1980)
- To er mundo é güeno (1982)
- Tutta la gente è più che buona (To er mundo é... ¡mejó!) (1982)
- Un discorso molto noioso (La Biblia en pasta) (1984)
- Tutta la gente è troppo buona! (To er mundo é... ¡demasiao!) (1985)
- Mi manca un baffo (Me hace falta un bigote) (1986)
- Soffri imbecille (Sufre Mamón) (1987)
- Sciogliti i capelli (Suéltate el pelo) (1988)
- El beatio de 2000W (1991)

### Come attore
- Una vergine in nero (La niña de luto), regia di Manuel Summers (1964)
- Aunque la hormona se vista de seda, regia di Vicente Escrivá (1971)
- Black story. La historia negra de Peter P. Peter, regia di Pedro Lazaga (1971)
- Vente a Alemania, Pepe, regia di Pedro Lazaga (1971)
- Polvo eres..., regia di Vicente Escrivá (1974)
- Yo la vi primero, regia di Fernando Fernán Gómez (1974)
- De profesión: polígamo, regia di Angelino Fons (1975)
- El primer divorcio, regia di Mariano Ozores (1981)
- Mi manca un baffo (Me hace falta un bigote), regia di Manuel Summers (1986)